# ريتشارد جوردن تيرنبول
السير ريتشارد جوردون تورنبول (7 يوليو 1909 - 21 ديسمبر 1998) كان حاكمًا استعماريًا بريطانيًا وآخر حاكم للانتداب البريطاني لتنجانيقا من 1958 إلى 1961. بعد استقلال البلاد شغل منصب الحاكم العام من 9 ديسمبر 1961 إلى 9 ديسمبر 1962.

## حياته
كان ريتشارد تورنبول السكرتير الأول لكينيا خلال انتفاضة ماو ماو.  في عام 1958 خلف إدوارد توينينج في منصب حاكم تنجانيقا.  بعد الانتخابات الأولى للمجلس التشريعي عين تورنبول خمسة أعضاء من حزب الاتحاد الوطني الأفريقي بزعامة جوليوس نيريري.  في نهاية عام 1961 أصبحت تنجانيقا مستقلة مع نيريري كرئيس للوزراء وتورنبول كحاكم عام. خدم لمدة عام حتى أصبحت تنجانيقا جمهورية في ديسمبر 1962. أصبح فيما بعد المفوض السامي قبل الأخير لعدن في عام 1965.